# Subdistrictul Hadera
Subdistrictul Hadera este unul dintre subdistrictele Israelului din districtul Haifa. Districtul este compus în cea mai mare parte din jumătatea sudică a Subdistrictul Haifa mandatat.